# HD 2726
HD 2726，又名CD-48 102，SAO 215119、HR 120，是一颗恒星，视星等为5.69，位于銀經312.52，銀緯-68.52，其B1900.0坐标为赤經0h 25m 35.8s，赤緯-48° -68.52′ 55″。